# Jon Dee Graham
Jon Dee Graham (* 28. února 1959) je americký kytarista a zpěvák. V roce 1979 se stal členem kapely The Skunks. V osmdesátých letech působil ve skupině True Believers, v jejímž čele stál zpěvák Alejandro Escovedo. S tím znovu spolupracoval na jeho sólovém albu The Boxing Mirror z roku 2006. V roce 2004 přispěl coververzí jeho písně „Helpless“ na tributní album nazvané Por Vida: A Tribute to the Songs of Alejandro Escovedo. Hrál také na albech řady dalších hudebníků, mezi něž patří například Exene Cervenka, John Doe, Calvin Russell a Susan Voelz. Třikrát byl uveden do Austinské hudební síně slávy – poprvé jako sólový umělec (2000), podruhé jako člen The Skunks (2008) a naposledy jako člen kapely True Believers (2009).

## Sólová diskografie
- Escape from Monster Island (1997)
- Summerland (1999)
- Hooray for the Moon (2002)
- The Great Battle (2004)
- First Bear on the Moon (– 2005)
- Big Sweet Life (2005)
- FULL (2006)
- It's Not as Bad as It Looks (2010)
- At Least We Have Each Other: The Hobart Brothers with Lil' Sis (2012)
- Garage Sale (2012)
- Do Not Forget (2015)
- Knoxville Skyline (2016)